# Taquile
Taquile (in spagnolo Isla de Taquile; in quechua Intika) è un'isola situata sul lato peruviano del lago Titicaca a 45 km dalla città di Puno. Ha una popolazione di circa 2.000 abitanti. Il villaggio principale si trova a 3.950 m s.l.m., mentre il punto più alto dell’isola raggiunge i 4.050 m s.l.m. L’isola appartiene all’area linguistica del quechua e i suoi abitanti sono detti taquileños (taquileño/taquileña).
Taquile e la sua arte tessile" è stata proclamata nel 2005 e iscritta nel 2008 tra i "Capolavori del patrimonio orale e immateriale dell'umanità" da parte dell'UNESCO.

## Storia
L’isola di Taquile custodisce una storia che affonda le radici nelle antiche civiltà andine. Prima dell’arrivo degli Inca, era abitata da popolazioni precolombiane come i Pukara e i Colla, delle quali rimangono tracce archeologiche visibili ancora oggi: chullpas (torri funerarie) e resti di insediamenti. L’isola era anche un centro importante di scambi commerciali: grazie alla pesca e all’agricoltura, i suoi abitanti mantenevano relazioni con altre comunità del Titicaca, scambiando prodotti alimentari e tessili.
Con l’espansione dell’Impero Inca nel XV secolo, Taquile conobbe una fase di cambiamento. Gli Inca integrarono l’isola nella loro amministrazione, introducendo nuove tecniche di coltivazione, opere di irrigazione e terrazze agricole. Nonostante queste innovazioni, la comunità riuscì a preservare gran parte delle proprie tradizioni, mantenendo viva l’identità culturale preincaica. L’eredità inca si riflette ancora oggi nell’architettura e nell’organizzazione sociale dell’isola.
L’arrivo degli spagnoli nel XVI secolo portò nuove sfide. Con l’istituzione delle encomiendas, gli abitanti furono costretti a lavorare in condizioni difficili per i coloni. Malgrado le pressioni e i cambiamenti imposti, i taquileños mostrarono grande capacità di resistenza: conservarono le loro pratiche culturali e i sistemi di organizzazione comunitaria, trasformando Taquile in un simbolo di resilienza e continuità delle tradizioni andine. Per lungo tempo l’isola rimase sotto il controllo di famiglie spagnole come latifondo privato, fino a quando, nel XX secolo, gli abitanti riuscirono a riscattare e acquistare progressivamente le loro terre.
Nel 1922 l’isola fu anche usata come luogo di esilio politico: vi fu confinato temporaneamente Luis Miguel Sánchez Cerro, che sarebbe diventato presidente del Perù nel 1931.

## Tessitura
I Taquileños sono riconosciuti a livello internazionale per la raffinatezza della loro arte tessile. La produzione si distingue per la qualità e il valore simbolico dei manufatti: gli uomini si dedicano esclusivamente alla maglia, realizzando sin dall’infanzia i tradizionali cappelli chullos, mentre le donne filano la lana, la tingono con pigmenti naturali e tessono le ampie cinture chumpis e altri tessuti destinati all’uso comunitario. Questi capi non sono semplici accessori, ma portano con sé codici sociali, identitari e rituali che vengono tramandati di generazione in generazione, coinvolgendo l’intera comunità dell’isola.

## Società ed economia
La società di Taquile è organizzata secondo principi di collettivismo comunitario, ispirati al tradizionale codice morale inca ama sua, ama llulla, ama qhilla (“non rubare, non mentire, non essere pigro”), che continua a regolare i rapporti sociali tra gli abitanti. L’economia locale si fonda sulla pesca, sulla agricoltura e sul turismo comunitario, che attrae ogni anno decine di migliaia di visitatori. Gli abitanti coltivano patate, tuberi e altri prodotti in terrazze, sfruttando le precipitazioni naturali per l’irrigazione e pescano nel lago Titicaca per integrare la propria dieta e sostentamento quotidiano.

## Religione
Gli abitanti di Taquile professano principalmente la fede cattolica, ma la praticano in modo profondamente sincretico, intrecciando elementi della cosmovisione andina. Infatti, la cultura religiosa dell’isola ruota attorno alla sacralizzazione della Pachamama (Madre Terra), cui rivolgono offerte rituali annuali e presentano foglie di coca prima di ogni attività o viaggio, a significare rispetto, protezione e successo. Inoltre, l’isola è considerata sacra per la presenza di quattro Apus (divinità montane), e la comunità mantiene con loro una relazione ritualmente strutturata che rinforza il legame con la natura e le tradizioni ancestrali.

## Galleria

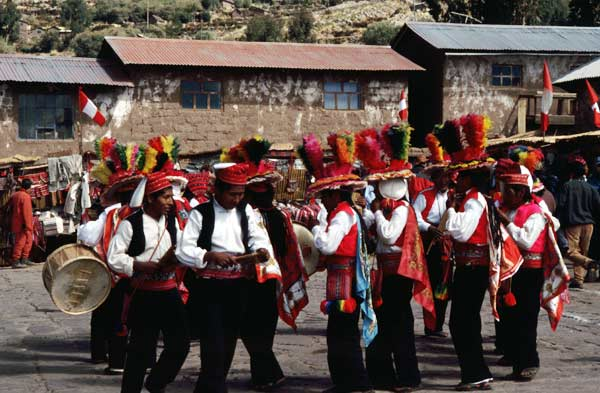
Un festival a Taquile
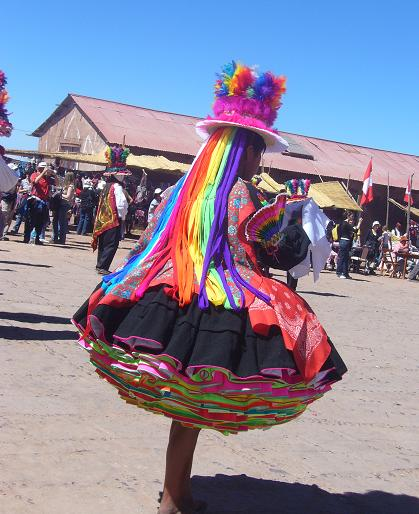
La festa annuale di Santiago
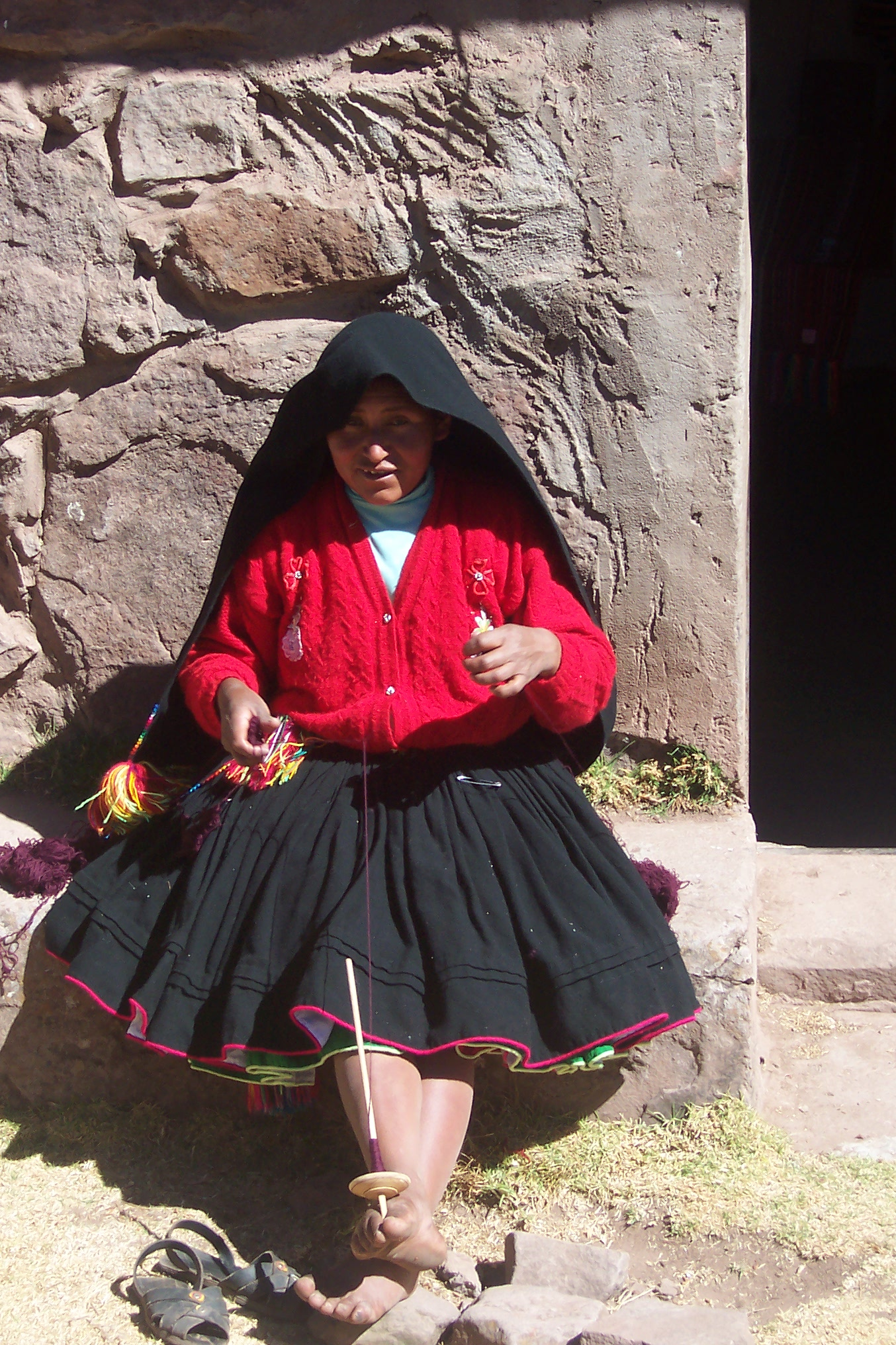
Taquile, Puno, Perù. Mujer hilando
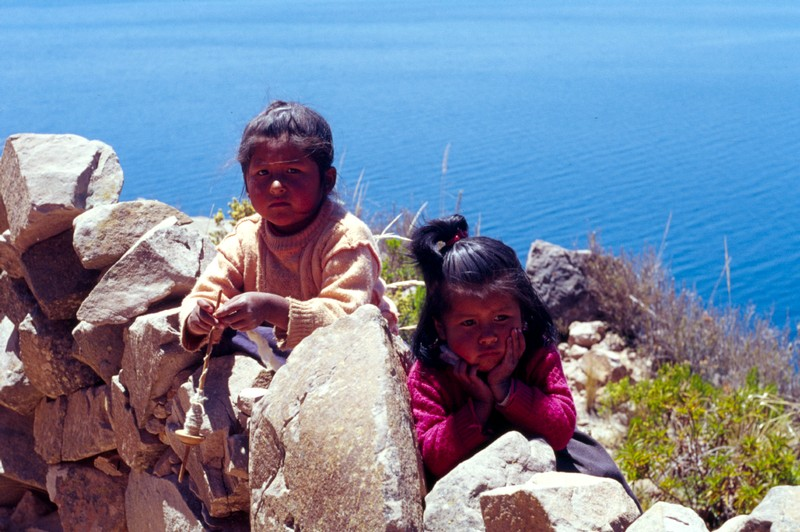
Taquile, Perù: Lago Titicaca, bambini
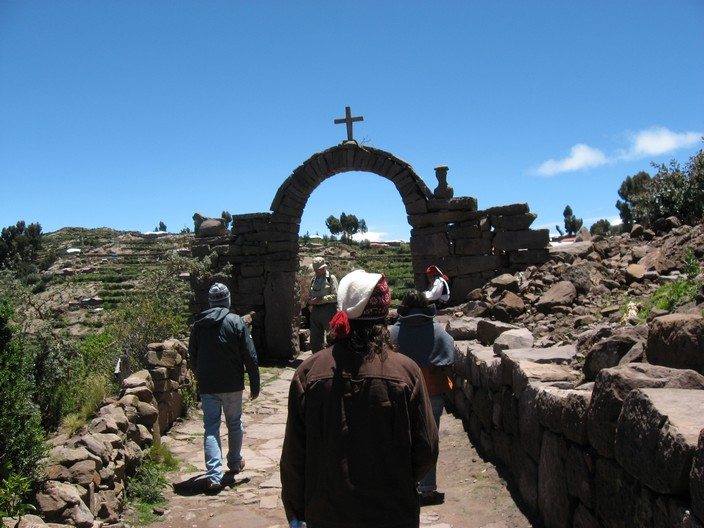
L'Arco che conduce alla piazza principale dell'isola
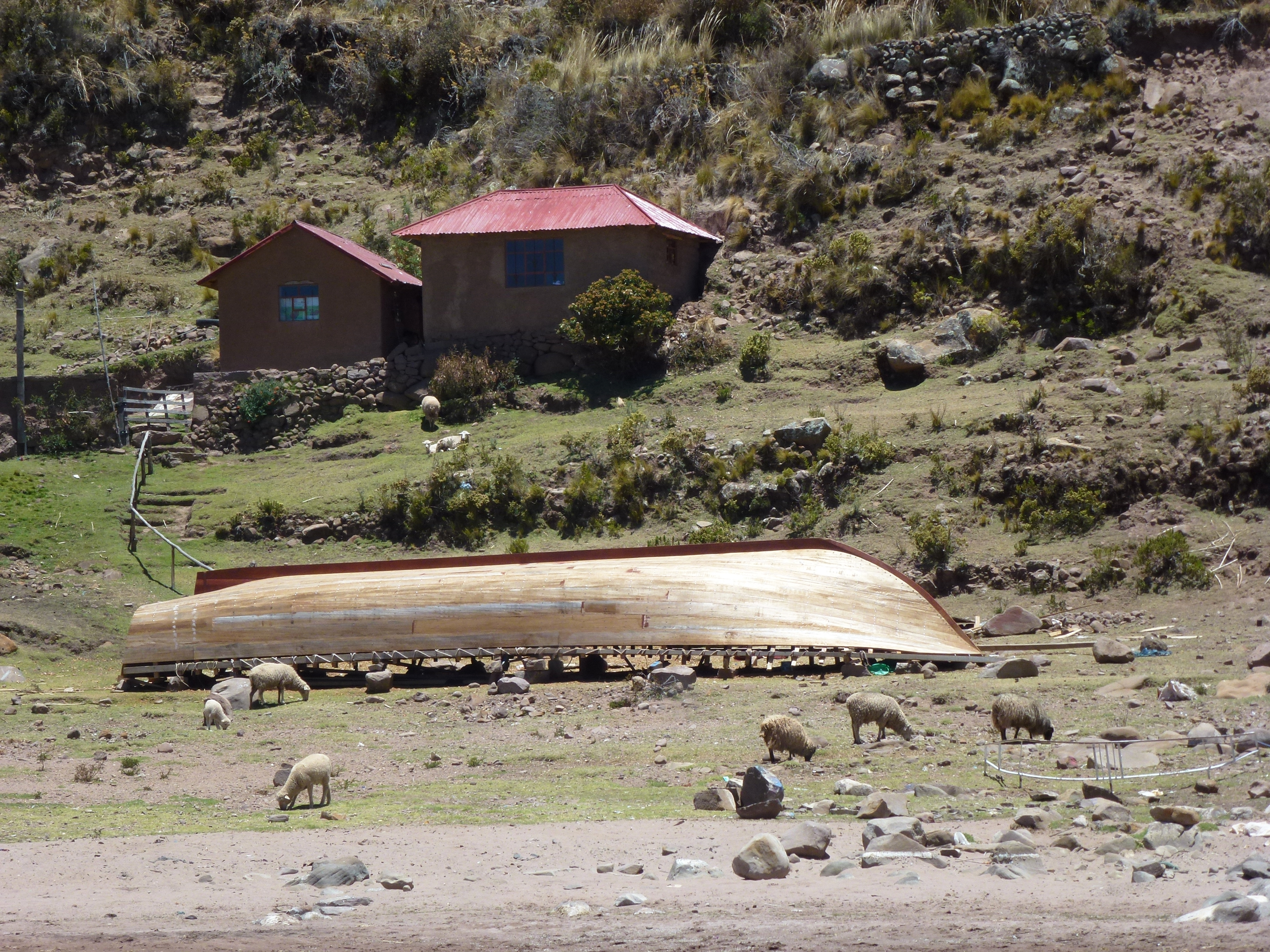
Rive del lago Titicaca
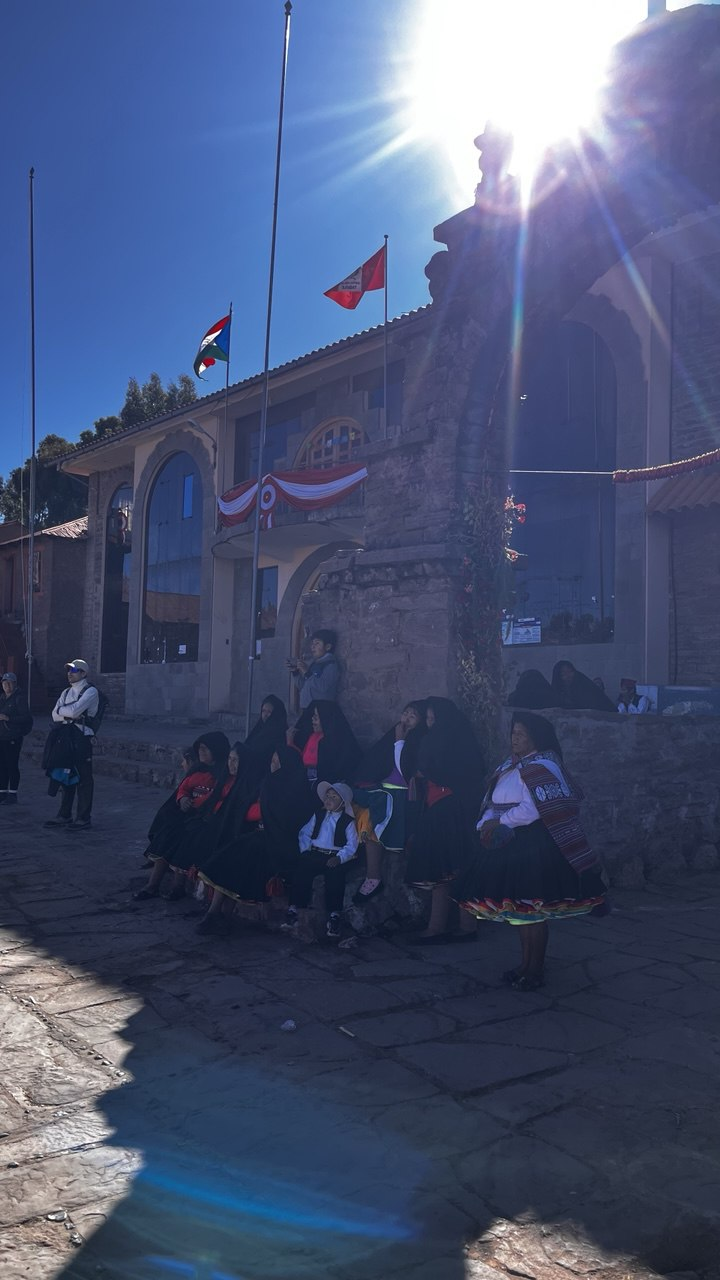
Donne e bambini durante la festa di San Santiago
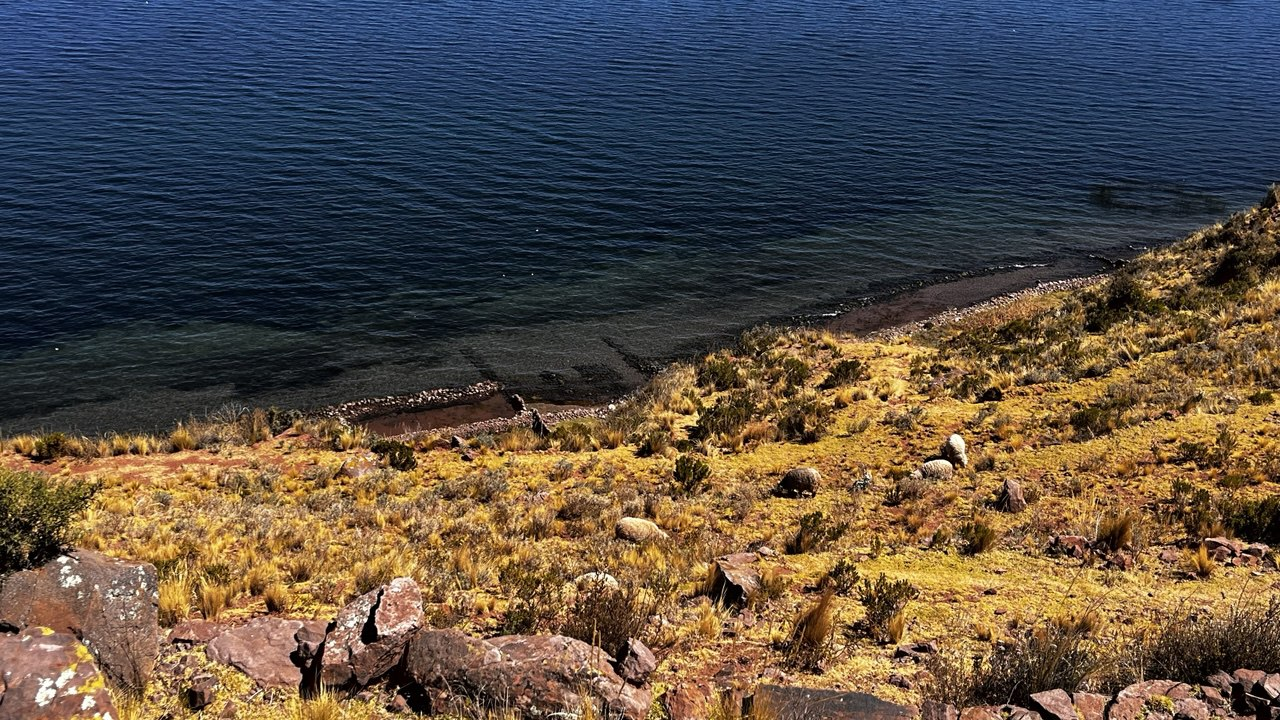
Resti archeologici delle costruzioni Inca
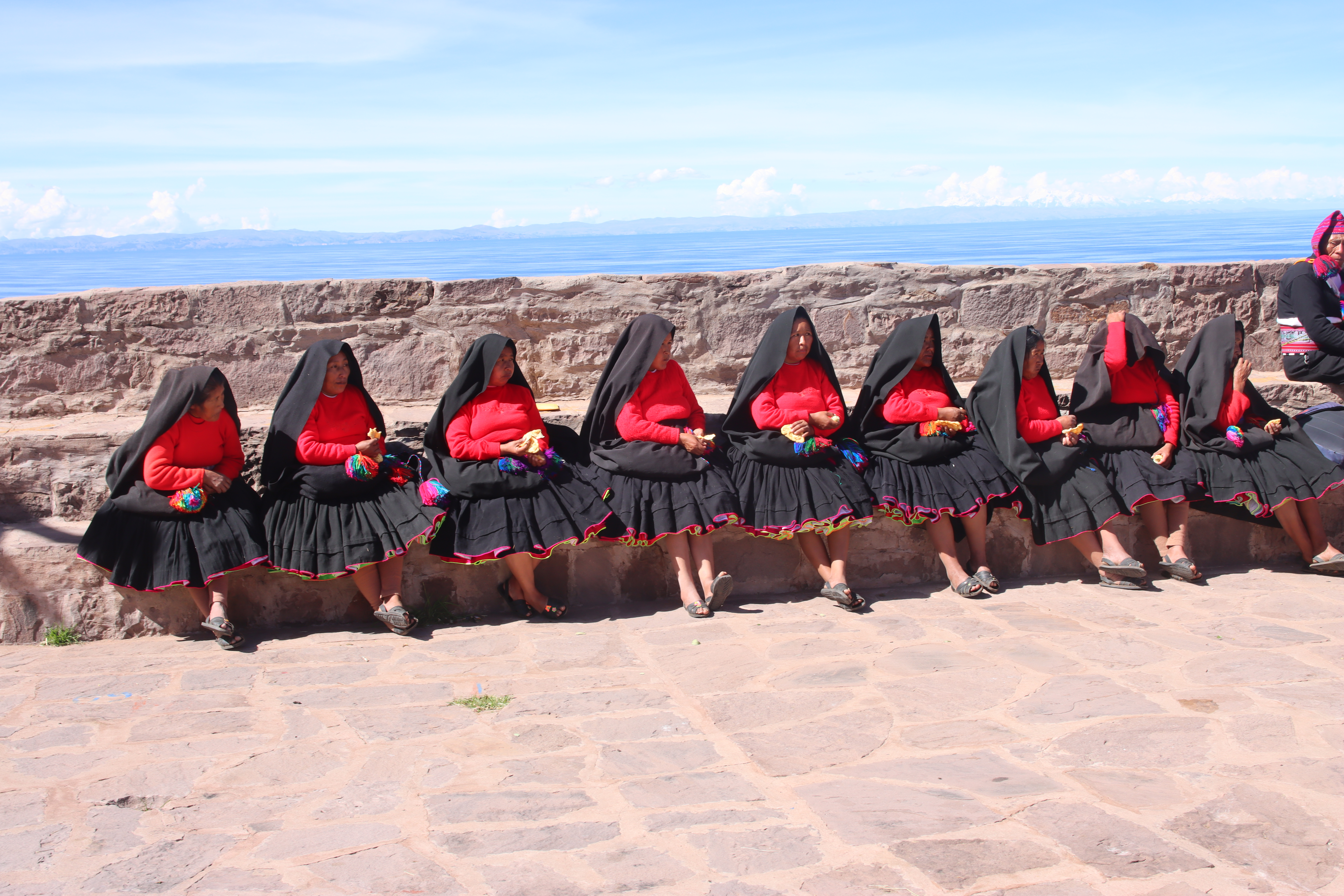
Donne in abiti tradizionali